# Circus gymnasticus (Wien)

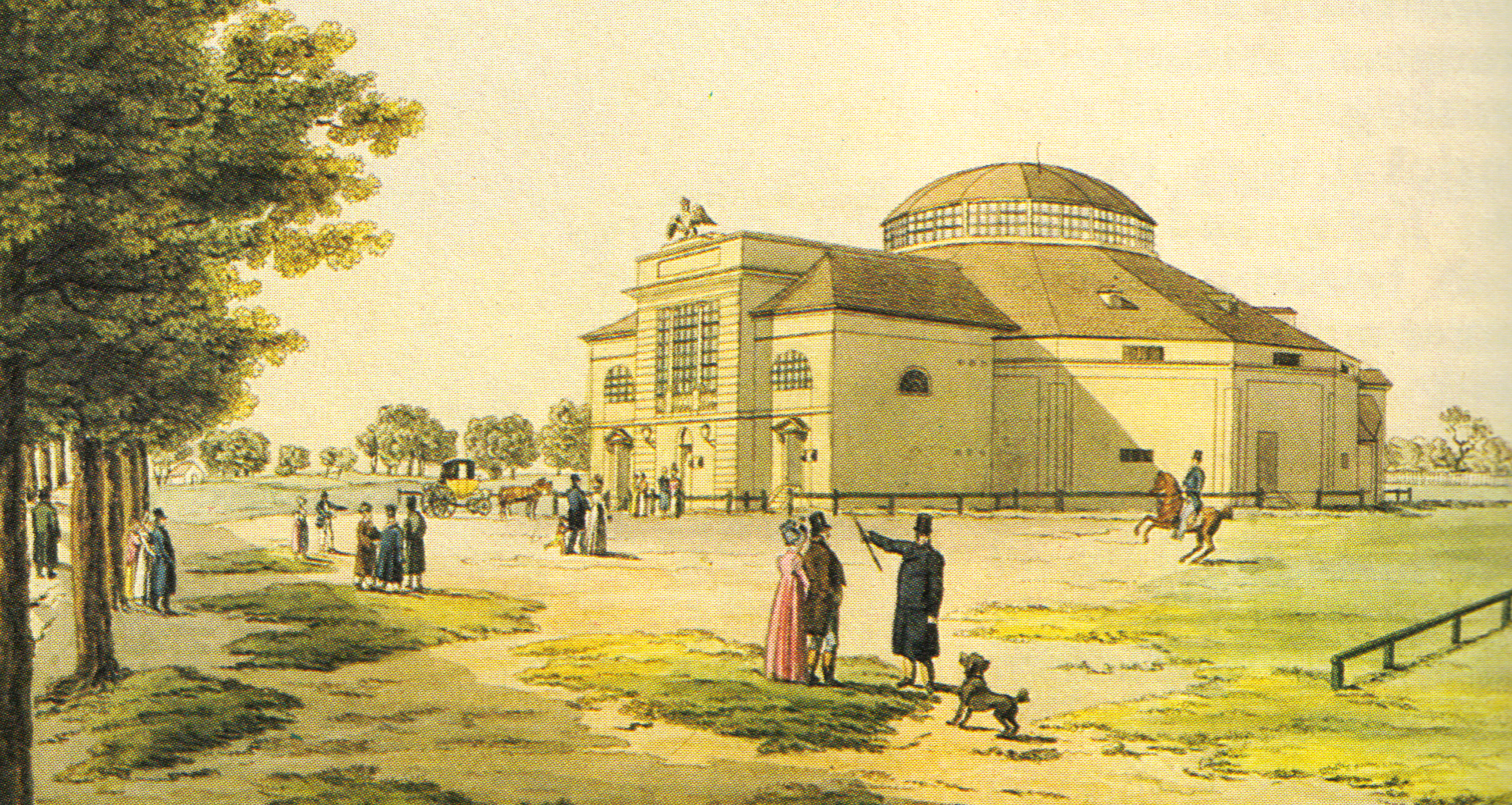
Der Circus gymnasticus im Prater bei Wien:Zeitgenössischer Stich, Artaria

Der Circus gymnasticus in Wien war ein 1808 von dem Kunstreiter Christoph de Bach errichtetes hölzernes Zirkusgebäude im Wiener Prater, das bis 1852 bestand. Ein Gebäude gleichen Namens gab es ab 1841 auch in Hamburg. Es war ein Vorläufer des heutigen Operettenhauses.

## Vorgeschichte
Die Kunstreitertruppen des 18. und frühen 19. Jahrhunderts pflegte man zunächst als „die englischen Reiter“ zu bezeichnen. Der erste Zirkus im heutigen Sinne ist in London aus der 1772 gegründeten Reitschule von Philip Astley entstanden.
Bereits 1770 war im Wiener Hetztheater der Kunstreiter Potts erfolgreich aufgetreten, 1776 der Engländer Simon mit seiner Frau, 1777 wurde der Groteskreiter John Hyam dort zur Sensation. 1784 durfte Hyam mit seiner eigenen Gesellschaft in der k. k. Hofreitschule auftreten, was das Interesse höchster Kreise an dieser Unterhaltung belegt.

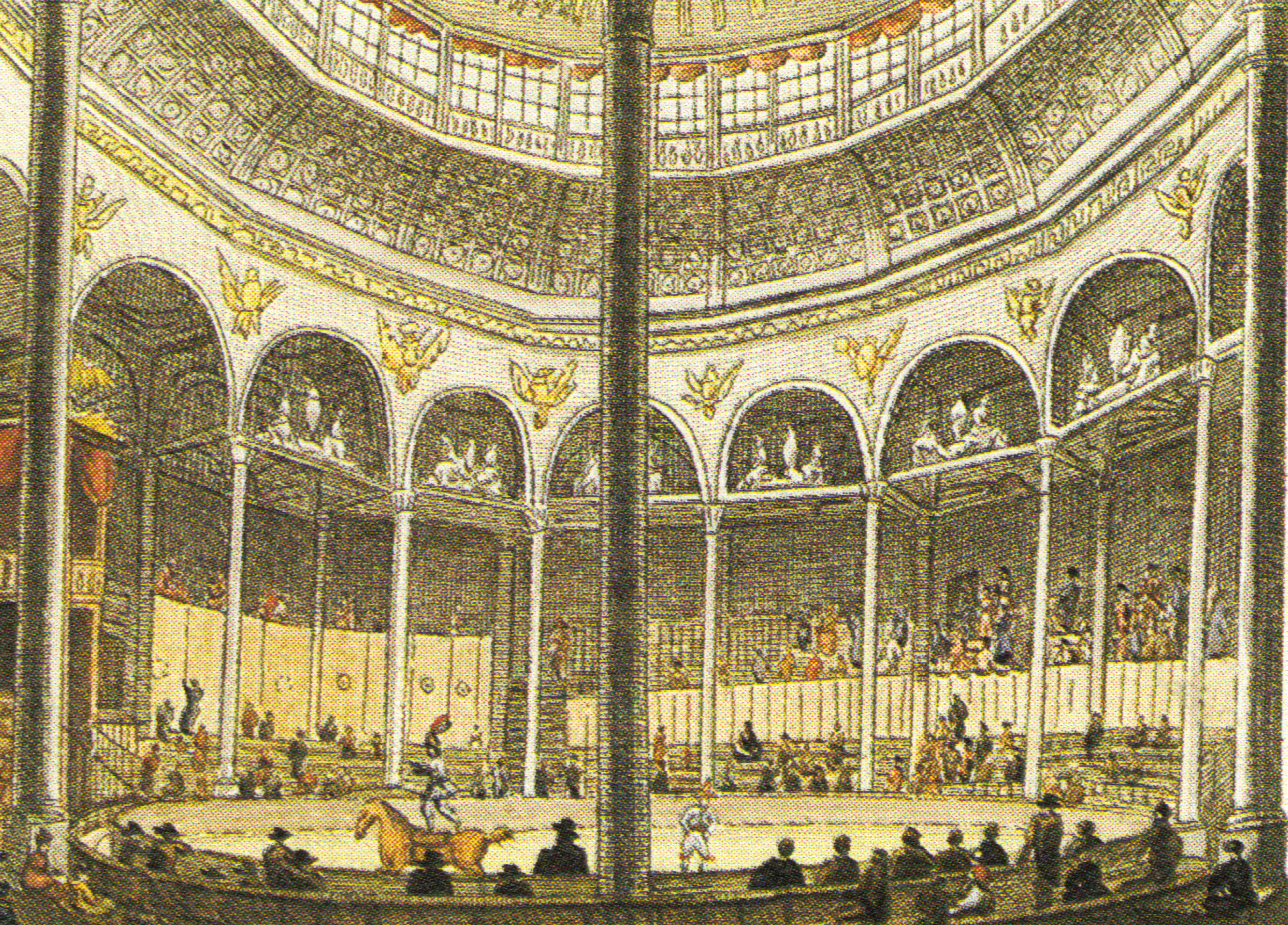
Innenansicht

## Der Circus gymnasticus
Angesichts dieser günstigen Umstände ließ der Chef einer Kunstreitergesellschaft, der 1768 in Kurland geborene Christoph de Bach, 1808 auf der heute noch so genannten Zirkuswiese im Prater von Joseph Kornhäusel den hölzernen „Circus gymnasticus“ errichten, der Platz für 3000 Personen bot. Da im Zirkus nur nachmittags gespielt werden durfte, um den Theatern nicht Konkurrenz zu machen, war der Kuppelbau durch die Glasfenster im Tambour großzügig belichtet.
Eine besondere Glanzzeit erlebte der Zirkus während des Wiener Kongresses. Nach dem Tod de Bachs wurde der Zirkus noch einige Jahre weitergeführt. Eine Renovierung kam nicht mehr zustande. 1852 wurde das Gebäude abgerissen.